# Anthostomella clypeosa
Anthostomella clypeosa är en svampart som beskrevs av Joanne E. Taylor, K.D. Hyde & E.B.G. Jones 2003. Anthostomella clypeosa ingår i släktet Anthostomella och familjen kolkärnsvampar.   Inga underarter finns listade i Catalogue of Life.